# Hypomesus transpacificus
Hypomesus transpacificus is een  straalvinnige vissensoort uit de familie van de spieringen (Osmeridae). De wetenschappelijke naam werd gepubliceerd in 1963 door McAllister.
De soort staat op de Rode Lijst van de IUCN als Bedreigd, beoordelingsjaar 1996.